# Tepehuano (volk)
De Tepehuano  (Tepehuano: O'dam) zijn een indiaans volk woonachtig in de staten Chihuahua en Durango in Mexico. Er leven 37.548 Tepehuano in Mexico.
De Tepehua vallen uiteen in de Noordelijke Tepehua in Chihuahua en de Zuidelijke Tepehua in Durango.